# シュナップス
シュナップス（ドイツ語: Schnaps）は、ドイツなどで飲まれている無色透明でアルコール度数が高い蒸留酒の総称。味、香りのないものから、フルーツやハーブで味、香り付けをしたものなど、様々な種類がある。
シュタインヘーガーはドイツ産のジンの一種だが、無色透明の蒸留酒であるため、シュナップスに含まれる。
アクアビットも北欧諸国ではシュナップスに含めることもあるが、アクアビットには着色された製品もあるためシュナップスと呼ばれる酒の全てが「無色透明」というわけでもない。
アルコール度数が高いことから、小さなグラスで提供されることが多く、寒い季節に身体を温めるため、ビールを飲む合間にお腹を温めるためにチェイサーとして飲んだり、酔いを回すために一気に飲み干すような飲み方で飲まれる。